# 红瓣虎耳草
红瓣虎耳草（学名：Saxifraga ludlowii），为虎耳草科虎耳草属下的一个植物种。